# Callosciurinae
Callosciurinae (лат.) — подсемейство млекопитающих семейства беличьих. Представители подсемейства обитают в Юго-Восточной Азии.

## Классификация
Ниже представлена классификация подсемейства по данным 3-го издания Mammal Species of the World (с обновлениями по ASM Mammal Diversity Database):
- Триба Callosciurini
  - Род Прекрасные белки (Callosciurus)
    - Пятнистоухая белка (Callosciurus adamsi)
    - Кинабалуйская белка (Callosciurus baluensis)
    - Седая белка (Callosciurus caniceps)
    - Краснобрюхая белка (Callosciurus erythraeus)
    - Белка Финлайсона (Callosciurus finlaysonii)
    - Callosciurus honkhoaiensis
    - Очковая белка (Callosciurus inornatus)
    - Чернобрюхая белка (Callosciurus melanogaster)
    - Чернополосая белка (Callosciurus nigrovittatus)
    - Трёхцветная белка (Callosciurus notatus)
    - Калимантанская прекрасная белка (Callosciurus orestes)
    - Белка Файрея (Callosciurus phayrei)
    - Белка Превоста (Callosciurus prevostii)
    - Ирравадийская белка (Callosciurus pygerythrus)
    - Белка Андерсона (Callosciurus quinquestriatus)

  - Род Краснощёкие белки (Dremomys)
    - Dremomys gularis
    - Оранжевобрюхая белка (Dremomys lokriah)
    - Белка Перни (Dremomys pernyi)
    - Красноспинная белка (Dremomys pyrrhomerus)
    - Краснощёкая белка (Dremomys rufigenis)

  - Род Крошечные белки (Exilisciurus)
    - Филиппинская крошечная белка (Exilisciurus concinnus)
    - Крошечная белка (Exilisciurus exilis)
    - Крошечная белка Уайтхеда (Exilisciurus whiteheadi)

  - Род Сулавесийские длинноносые белки (Hyosciurus)
    - Горная длинноносая белка (Hyosciurus heinrichi)
    - Равнинная длинноносая белка (Hyosciurus ileile)

  - Род Малайские белки (Lariscus)
    - Малайская белка (Lariscus hosei)
    - Трёхполосая белка (Lariscus insignis)
    - Ниобийская белка (Lariscus niobe)
    - Ментавайская белка (Lariscus obscurus)

  - Род Многополосые белки (Menetes)[4]
    - Белка Бердмора (Menetes berdmorei)

  - Род Черноухие белки, или белки-крошки (Nannosciurus)[4]
    - Черноухая белка-крошка (Nannosciurus melanotis)

  - Род Карликовые сулавесские белки (Prosciurillus)
    - Скрытная белка (Prosciurillus abstrusus)
    - Prosciurillus alstoni
    - Беловатая карликовая белка (Prosciurillus leucomus)
    - Сулавесская карликовая белка (Prosciurillus murinus)
    - Prosciurillus rosenbergii
    - Prosciurillus topapuensis
    - Карликовая белка Вебера (Prosciurillus weberi)

  - Род Длинноносые белки (Rhinosciurus)[4]
    - Длинноносая белка (Rhinosciurus laticaudatus)

  - Род Рубиновые белки (Rubrisciurus)[4]
    - Рубиновая белка (Rubrisciurus rubriventer)

  - Род Зондские белки (Sundasciurus)
    - Sundasciurus altitudinis
    - Белка Брука (Sundasciurus brookei)
    - Даваоская белка (Sundasciurus davensis)
    - Калимантанская горная белка (Sundasciurus everetti)
    - Суматранская белка (Sundasciurus fraterculus)
    - Конехвостая белка (Sundasciurus hippurus)
    - Бусуангская белка (Sundasciurus hoogstraali)
    - Белка Джентинка (Sundasciurus jentinki)
    - Палаванская белка (Sundasciurus juvencus)
    - Белка Лови (Sundasciurus lowii)
    - Минданаоская белка (Sundasciurus mindanensis)
    - Белка Меллендорфа (Sundasciurus moellendorffi)
    - Sundasciurus natunensis
    - Филиппинская белка (Sundasciurus philippinensis)
    - Горная палаванская белка (Sundasciurus rabori)
    - Sundasciurus robinsoni
    - Самарская белка (Sundasciurus samarensis)
    - Балабакская белка (Sundasciurus steerii)
    - Sundasciurus tahan
    - Стройная белка (Sundasciurus tenuis)

  - Род Тамиопсы (Tamiops)
    - Равнинная полосатая белка (Tamiops maritimus)
    - Гималайская полосатая белка (Tamiops mcclellandii)
    - Кампучийская белка (Tamiops rodolphii)
    - Юньнаньская белка (Tamiops swinhoei)

- Триба Funambulini
  - Род Пальмовые белки (Funambulus)
    - Белка Лэйарда (Funambulus layardi)
    - Funambulus obscurus
    - Индийская пальмовая белка (Funambulus palmarum)
    - Северная пальмовая белка (Funambulus pennantii)
    - Темнополосая белка (Funambulus sublineatus)
    - Трёхполосая белка (Funambulus tristriatus)